# Erica Mårtensson
Erica Mårtensson, född 24 juni 1979, är en svensk före detta friidrottare, häcklöpare som tävlade för först IFK Växjö och från säsongen 2006 IF Göta. Hon utsågs år 2005 till Stor grabb/tjej nummer 485.

## Idrottskarriär
Mårtensson deltog 2001 på 400 meter häck vid U23-EM i Amsterdam, Nederländerna och kom där på 6:e plats i finalen med 58,49.
Vid EM 2002 i München deltog Mårtensson på 400 meter häck men blev utslagen i försöken.
Mårtensson ingick år 2004, tillsammans med Ellinor Stuhrmann, Beatrice Dahlgren och Louise Gundert, i det svenska stafettlaget på 4 x 400 meter vid Inomhus-VM i Budapest. Laget slogs ut direkt i försöken den 7 mars, men satte nytt svenskt rekord inomhus i stafett 4 x 400 meter med tiden 3:34,71 .
Mårtensson satte personligt rekord på 400 meter häck i försöken under EM 2006 i Göteborg och tog sig till semifinal där hon senare blev utslagen. Hon deltog även, tillsammans med Beatrice Dahlgren, Lena Aruhn och Emma Björkman, i det svenska långa stafettlaget som blev utslaget i försöken. Under VM 2007 i Osaka, Japan, slog Erica personligt rekord i sitt försöksheat, 56,19. Hon slogs ut i semifinalen och hennes placering blev en 14:e plats. Erica tävlade under de sista åren i sin aktiva karriär för IF Göta Karlstad och hade Ulf Karlsson som tränare. Ericas moderklubb är IFK Växjö.
Hon avslutade friidrottskarriären under Finnkampen 2007.

## Personliga rekord
| Utomhus - 200 meter – 25,01 (Kil 4 juni 2006) - 300 meter – 39,39 (Göteborg 2 september 2003) - 400 meter – 54,51 (Göteborg 5 juli 2003) - 800 meter – 2:08,24 (Malmö 2 augusti 2004) - 100 meter häck – 14,60 (Arlington, Texas USA 4 maj 2001) - 400 meter häck – 56,19 (Osaka, Japan 27 augusti 2007) | Inomhus - 200 meter – 25,31 (Malmö 17 februari 2002) - 400 meter – 55,26 (Sätra 2 mars 2003) - 800 meter – 2:08,94 (Malmö 13 februari 2005) - 60 meter häck – 8,85 (Göteborg 9 februari 2002) |